# Сверхъестественное (5-й сезон)
Пятый сезон американского мистического телесериала «Сверхъестественное», созданного Эриком Крипке, премьера которого состоялась на канале The CW 10 сентября 2009 года, а заключительная серия вышла 13 мая 2010 года, состоит из 22 серий.
Сериал повествует о двух братьях — охотниках за нечистью, которые путешествуют по Соединённым Штатам Америки на чёрной Chevrolet Impala 1967 года, расследуя паранормальные явления, многие из которых основаны на городских легендах и фольклоре, а также сражаются с порождениями зла: демонами, призраками и другой нечистью.

## В ролях

### Главные актёры
- Джаред Падалеки — Сэм Винчестер, альтернативный Люцифер, Гэри Франкл и Люцифер;
- Дженсен Эклс — Дин Винчестер и альтернативный Дин Винчестер;
- Миша Коллинз — Кастиэль и альтернативный Кастиэль.

### Приглашенные актёры
- Джейк Абель — Адам Миллиган и Михаил;
- А. Дж. Бакли — Эд Зеддмор;
- Демор Барнс — Донни Финнерман и Рафаил;
- Роб Бенедикт — Чак Ширли / Бог и альтернативный Чак Ширли / Бог;
- Кэтрин Бёхер — Лилит;
- Джим Бивер — Бобби Сингер и Бобби-демон;
- Эми Гаменик — молодая Мэри Винчестер;
- Джон Гриз — Мартин Кризер;
- Трейси Динвидди — Памела Барнс;
- Мэтт Коэн — молодой Джон Винчестер и Михаил;
- Чед Линдберг — Эш;
- Рэйчел Майнер — Мэг Мастерс;
- Джули Макнивен — Анна Милтон;
- Джеймс Отис — Голод;
- Эдрианн Палики — Джессика Мур и Люцифер;
- Марк Пеллегрино — Люцифер;
- Эмили Перкинс — Бекки Розен;
- Джулиан Ричингс — Смерть;
- Ким Родс — шериф Джоди Миллс;
- Саманта Смит — Мэри Винчестер и Азазель;
- Ричард Спейт-мл. — Трикстер / Габриэль;
- Синди Сэмпсон — Лиза Брэйден;
- Алона Таль — Джо Харвелл;
- Стивен Уильямс — Руфус Тёрнер;
- Титус Уэлливер — Война;
- Тревис Уэстер — Гарри Спенглер;
- Саманта Феррис — Эллен Харвелл;
- Кэрри Флеминг — Карен Сингер;
- Курт Фуллер — Захария;
- Мэтт Фрюэр — Чума;
- Пэрис Хилтон — леший и играет саму себя;
- Марк А. Шеппард — Кроули;
- Чад Эверетт — пожилой Дин Винчестер;
- Беллами Янг — Сара и Люцифер.

## Список эпизодов
| № общий | № в сезоне | Название                                                                   | Режиссёр         | Автор сценария                                                                 | Дата премьеры    | Зрители в США (млн) |
| --- | ---------- | -------------------------------------------------------------------------- | ---------------- | ------------------------------------------------------------------------------ | ---------------- | ------------------- |
| 83 | 1          | «Сочувствие дьяволу» «Sympathy for the Devil»                              | Роберт Сингер    | Эрик Крипке                                                                    | 10 сентября 2009 | 3,40                |
| Люцифер на свободе, и все — ангелы и демоны, — охотятся на братьев Винчестеров. Захария сообщает Дину, что он является оболочкой Михаила. На просьбу Захарии дать согласие Михаилу, Дин отвечает отказом. |            |                                                                            |                  |                                                                                |                  |                     |
| 84 | 2          | «Господи Боже, и вы тоже» «'Good God, Y'All'»                              | Фил Сгриккиа     | Сера Гэмбл                                                                     | 17 сентября 2009 | 2,80                |
| В надежде победить Люцифера, Кастиэль решает отыскать Бога. Друг Бобби, Руфус, просит о помощи, когда его город подвергается атаке демонов. Из войска ада на войну выходят всадники Апокалипсиса. |            |                                                                            |                  |                                                                                |                  |                     |
| 85 | 3          | «Свобода быть самим собой» «Free to be You and Me»                         | Дж. Миллер Тобин | Джереми Карвер                                                                 | 24 сентября 2009 | 2,66                |
| Дин и Сэм идут каждый своей дорогой, и оба сталкиваются со смертельной опасностью. Кастиэль и Дин решают отыскать архангела Рафаила, а Сэм пробует жить нормальной жизнью, но у него ничего не получается. |            |                                                                            |                  |                                                                                |                  |                     |
| 86 | 4          | «Конец» «The End»                                                          | Стив Бойум       | Бен Эдлунд                                                                     | 1 октября 2009   | 2,62                |
| Захария забрасывает Дина в будущее (на 5 лет вперёд), в мир пост-Апокалипсиса, чтобы продемонстрировать последствия отказа старшего Винчестера помогать ангелам. |            |                                                                            |                  |                                                                                |                  |                     |
| 87 | 5          | «Падшие кумиры» «Fallen Idols»                                             | Джеймс Л. Конуэй | Джули Сьедж                                                                    | 8 октября 2009   | 2,47                |
| Сэм и Дин решают снова охотиться вместе, и первое же дело приводит их в маленький городок, обитатели которого гибнут от рук своих оживших кумиров. Но когда две школьницы утверждают, что их подругу похитила Пэрис Хилтон, братья окончательно перестают понимать, с чем имеют дело. |            |                                                                            |                  |                                                                                |                  |                     |
| 88 | 6          | «Я верю, дети — наше будущее» «I Believe the Children are Our Future»      | Чарльз Бисон     | Эндрю Дабб и Дэниэл Лофлин                                                     | 15 октября 2009  | 2,59                |
| Братья разбираются со слухами об убийствах, совершённых детскими «страшными» игрушками, и обнаруживают, что за этим стоит 9-летний мальчик Джесси, обладающий силой наделять жизнью вымышленных созданий и опасность, которую могут представлять разные предметы, просто поверив в их существование. Кастиэль требует, чтобы Винчестеры убили ребёнка, поскольку его дар представляет угрозу. |            |                                                                            |                  |                                                                                |                  |                     |
| 89 | 7          | «Загадочная история Дина Винчестера» «The Curious Case of Dean Winchester» | Роберт Сингер    | Сюжет: Сера Гэмбл и Дженни Клайн Телесценарий: Сера Гэмбл                      | 29 октября 2009  | 2,9                 |
| Сэм, Дин и Бобби выходят на след колдуна Патрика, который побуждает людей играть в покер, делая ставки не на деньги, а на свои года. Бобби решает сыграть и делает ставку на 25 лет и проигрывает. Смотря на то, как быстро стареет Бобби, Дин решает его спасти, но сыграв, он проигрывает и становится стариком. |            |                                                                            |                  |                                                                                |                  |                     |
| 90 | 8          | «Переключая каналы» «Changing Channels»                                    | Чарльз Бисон     | Джереми Карвер                                                                 | 5 ноября 2009    | 2,65                |
| Сэм и Дин снова встречаются с Трикстером. На этот раз они попадают в телевизионное шоу. Чтобы выбраться, им придётся играть по правилам. |            |                                                                            |                  |                                                                                |                  |                     |
| 91 | 9          | «Настоящие охотники за привидениями» «The Real Ghostbusters»               | Джим Конвей      | Сюжет: Нэнси Вайнер Телесценарий: Эрик Крипке                                  | 12 ноября 2009   | 2,69                |
| Неожиданно для себя братья попадают на конвенцию, посвящённую книгам «Сверхъестественное», и встречают там не только своих фанатов, но и парочку призраков. |            |                                                                            |                  |                                                                                |                  |                     |
| 92 | 10         | «Оставь все надежды...» «Abandon All Hope..»                               | Фил Сгриккиа     | Бен Эдлунд                                                                     | 19 ноября 2009   | 2,51                |
| Получив Кольт от демона Кроули, Винчестеры готовы убить Люцифера. Они находят его и вместе с Эллен и Джо предпринимают попытку добраться до дьявола. Однако с Кольтом не всё так просто, и братьям приходится терпеть неудачу. |            |                                                                            |                  |                                                                                |                  |                     |
| 93 | 11         | «Прерванная жизнь, Сэм» «Sam, Interrupted»                                 | Джеймс Л. Конуэй | Эндрю Дабб и Дэниэл Лофлин                                                     | 21 января 2010   | 2,79                |
| Бывший охотник по имени Мартин просит Сэма и Дина помочь ему в расследовании дела в психиатрической лечебнице. Братья выдают себя за сумасшедших, чтобы попасть в больницу и найти таинственного монстра. Всё приводит к тому, что братья выпускают своих внутренних демонов на свободу. |            |                                                                            |                  |                                                                                |                  |                     |
| 94 | 12         | «Обмен телами» «Swap Meat»                                                 | Роберт Сингер    | Сюжет: Джули Сьедж, Ребекка Дессертайн и Харви Федор Телесценарий: Джули Сьедж | 28 января 2010   | 2,65                |
| Гари, туповатый подросток, произносит заклинание по обмену телами и меняется телами с Сэмом. Ошарашенный своим новым шикарным накачанным телом, Гари (в теле Сэма) расследует вместе с Дином очередное дело. Он на всю катушку использует подвернувшуюся возможность (внешность и возраст Сэма), чтобы клеить женщин и напиваться. Тем временем Сэму, застрявшему в теле Гари, приходится ходить в школу и иметь дело с назойливыми родителями. |            |                                                                            |                  |                                                                                |                  |                     |
| 95 | 13         | «Песня остаётся прежней» «The Song Remains The Same»                       | Стив Бойум       | Сера Гэмбл и Нэнси Вайнер                                                      | 4 февраля 2010   | 2,28                |
| Братья возвращаются в прошлое, 1978 год, они должны во что бы то ни стало предотвратить убийство своих родителей Анной. |            |                                                                            |                  |                                                                                |                  |                     |
| 96 | 14         | «Мой кровавый Валентин» «My Bloody Valentine»                              | Майк Рол         | Бен Эдлунд                                                                     | 11 февраля 2010  | 2,51                |
| В канун дня святого Валентина, молодая пара в порыве страсти съедают друг друга. Дин и Сэм решили расследовать это дело и выяснили, что причиной становится второй всадник — Голод. |            |                                                                            |                  |                                                                                |                  |                     |
| 97 | 15         | «А зомби здесь тихие» «'Dead Men Don't Wear Plaid'»                        | Джон Шоуолтер    | Джереми Карвер                                                                 | 25 марта 2010    | 2,95                |
| Сэм и Дин находят город, в котором любимые люди возвращаются к жизни в виде зомби. Хороших зомби, не питающихся мозгами. И один из этих зомби — мёртвая жена Бобби. В итоге выясняется, что зомби были призваны третьим всадником — Смертью, чтобы убить Бобби, так как он помогает Сэму и Дину в противостоянии судьбе, в которой им уготовано стать оболочками Люцифера и Михаила. |            |                                                                            |                  |                                                                                |                  |                     |
| 98 | 16         | «Обратная сторона Луны» «Dark Side Of The Moon»                            | Джефф Вулнаф     | Эндрю Дабб и Дэниэл Лофлин                                                     | 1 апреля 2010    | 2,40                |
| Братьев убивают двое свихнувшихся охотников, и они попадают в рай. Кастиэль предупреждает их, что Захария их ищет, и предлагает не высовываться. Теперь Винчестеры должны найти ангела по имени Джошуа, который часто контактирует с Богом. |            |                                                                            |                  |                                                                                |                  |                     |
| 99 | 17         | «99 проблем» «99 Problems»                                                 | Чарльз Бисон     | Джули Сьедж                                                                    | 8 апреля 2010    | 2,78                |
| Сэм и Дин дерутся с превосходящими в силах демонами. В последнюю минуту их спасает Роб и люди, живущие с ним в одном городке. Они знают об Апокалипсисе и обучены убивать демонов. Жители этого маленького городка очень религиозны, Сэм и Дин встречают пастора Гидеона, который представляет их своей дочери, Лиа, утверждая, что она пророчица. Лиа говорит горожанам, что они должны повиноваться её приказам, если хотят получить место в раю, но, когда она начинает именем Божьим стравливать горожан друг с другом, братья понимают, что должны убить её. |            |                                                                            |                  |                                                                                |                  |                     |
| 100 | 18         | «Обратной дороги нет» «Point of no Return»                                 | Фил Сгриккиа     | Джереми Карвер                                                                 | 15 апреля 2010   | 2,45                |
| Дин начинает думать, что единственный способ остановить Люцифера, это сказать «да» Михаилу, но ангелы решили, что он им больше не нужен. Дин, Сэм и Кастиэль в ужасе от новой стратегии ангелов и, чтобы предотвратить войну на Земле, выходят на Захарию. |            |                                                                            |                  |                                                                                |                  |                     |
| 101 | 19         | «Молот богов» «Hammer of the Gods»                                         | Рик Бота         | Сюжет: Дэвид Рид Телесценарий: Эндрю Дабб и Дэниэл Лофлин                      | 22 апреля 2010   | 2,82                |
| Несколько богов, включая Кали, Ганешу и Балдура, похищают Сэма и Дина и держат их заложниками в маленьком отеле. Они хотят использовать парней в качестве преимущества, чтобы остановить Апокалипсис. Но появляется Габриэль и предупреждает, что если Люцифер их найдёт, то все они умрут. К несчастью, боги его не слушают. |            |                                                                            |                  |                                                                                |                  |                     |
| 102 | 20         | «Знакомый вам Дьявол» «The Devil You Know»                                 | Роберт Сингер    | Бен Эдлунд                                                                     | 29 апреля 2010   | 2,38                |
| Кроули говорит Сэму и Дину, что поможет им найти кольца остальных всадников, чтобы можно было устроить ловушку для Люцифера. Братья сомневаются, пока Кроули не приводит их к Брэди, подручному Чумы и Смерти. Однако, Брэди отказывается выдать местоположение Чумы, и тогда Дин и Кроули решают похитить и допросить его. Вот только Брэди и Сэм, как оказывается, давно знакомы. |            |                                                                            |                  |                                                                                |                  |                     |
| 103 | 21         | «Две минуты до полуночи» «Two Minutes to Midnight»                         | Фил Сгриккиа     | Сера Гэмбл                                                                     | 6 мая 2010       | 2,53                |
| Кроули говорит Бобби, что скажет ему, где находится Смерть, в обмен на его душу. Зная, что Сэму и Дину необходимо четвёртое кольцо, чтобы остановить Апокалипсис, Бобби неохотно соглашается. Братья сталкиваются с Чумой, но тот напускает на них смертельный вирус, так что приходится вмешаться Кастиэлю. Дин лицом к лицу сталкивается со Смертью, намереваясь забрать у него кольцо, но, к его удивлению, Смерть сам отдаёт ему кольцо, правда, взяв с Дина обещание.                                                                                        |            |                                                                            |                  |                                                                                |                  |                     |
| 104 | 22         | «Лебединая песня» «Swan Song»                                              | Стив Бойум       | Сюжет: Эрик Гевирц Телесценарий: Эрик Крипке                                   | 13 мая 2010      | 2,84                |
| Пришло время для решающей битвы за всю историю созданий всех Божьих Тварей. Приближается последняя битва добра и зла. В преддверии Апокалипсиса Сэм и Дин понимают, что выбора у них нет, и тогда они принимают отчаянные решения, которые изменят жизнь навсегда. |            |                                                                            |                  |                                                                                |                  |                     |